# Гендемианский мирный договор
Гендемианский мирный договор 1873 года — мирный договор между Россией и Хивинским ханством, подписанный 12 (24) августа 1873 года туркестанским генерал-губернатором К. П. Кауфманом и хивинским ханом Сеидом Мухаммед-Рахимом II после Хивинского похода 1873 года и занятия русскими войсками Хивы в июне 1873 года. Название договор получил по месту подписания — летней резиденции хивинского хана — Саду Гендемиан.

## Условия
Подписанием данного договора хан признавал себя вассалом Императора России. В тексте договора говорилось, что хан признает себя «покорным слугой императора всероссийского».
По договору хан отказывался от самостоятельной внешней политики, принял обязательство не предпринимать никаких военных действий без ведома и разрешения русских властей. Территория ханства на правом берегу реки Амударья переходили к России. Русские купцы получили право беспошлинного провоза товаров и торговли на территории ханства. В ханстве уничтожались рабство и работорговля. В тексте договора хан давал обязательство «уничтожить на вечные времена рабство и торг людьми». Наконец, хивинский хан также брал обязательство уплатить российскому правительству контрибуцию в размере 2,2 млн руб. с рассрочкой в 20 лет (по 1893 включительно).
Правобережная часть Амударьи отошла к России, а само ханство осталось на левом берегу реки. Отошедшая к России территория вошла в состав Амударьинского отдела Туркестанского генерал-губернаторства.